# Тухачевские
Тухаче́вские (Тюхачевские) — древний русский дворянский род.
При подаче документов (1686) для внесения рода в Бархатную книгу, была предоставлена родословная роспись Тухачевских.
Род внесён в VI часть родословной книги Московской губернии.

## Происхождение и история рода
Подобно Толстым, Тухачевские объявляли своим предком «выехавшего в Чернигов из цесарской земли при великом князе Мстиславе Владимировиче Индриса», в крещении Константина. Происшедшие от Индриса Богдан и Тимофей, сыновья Григория Идрисова, от великого князя Василия Васильевича якобы пожалованы вотчинами с селом Тухачевом и потому прозваны Тухачевскими. Село Тухачев, упомянутое ещё в духовной грамоте Ивана Калиты, возможно, получило своё название либо по прозвищу своего предыдущего владельца, либо по прозвищу одного из потомков Идриса. Наиболее вероятным этимоном названия села и фамилии Тухачевских, это тюркское слово: знаменщик, знаменосец, вестник рассыльный.
Казачий атаман Иван Тухачевский погиб в Казанском походе (август-октябрь 1552), его имя занесено в синодик московского Успенского собора на вечное поминовение. Смоленский сын боярский Юрий Тимофеевич Тухачевский погиб в битве при Молодях (июль 1572).
В XVI и XVII веках Тухачевские служили по Брянску, а во второй половине XVII века были стольниками, стряпчими и т. п. После взятия Смоленска, по-видимому, получили поместья на Смоленщине, которые утратили после завоевания Смоленска поляками (1611). Взамен Тухачевским были пожалованы поместья в Кинешемском, Московском и Костромском уездах. В этот период они разделились на две ветви, старшая из которых пресеклась (1736).

## Описание герба
Щит разделён горизонтально на две половины, из коих в верхней в правом красном поле, изображён серебряный гриф, а в левом серебряном поле выходящая из облака рука в латах с мечом (польский герб Малая Погоня). В нижней половине в голубом поле поставлены три золотые шандала с тремя на каждом зажжёнными свечами.
Щит увенчан дворянскими шлемом и короной. Нашлемник: из облака выходящий до половины гриф. Намёт на щите голубой и красный, подложенный золотом.
Герб рода Тухачевских внесён в Часть 7 Общего гербовника дворянских родов Всероссийской империи, стр. 10. Генеалогические комментарии к гербу, представленные Тухачевскими и вошедшие в Гербовник, не представляются полностью достоверными.
Герб Тухачевских также совершенно не сходен с гербами потомства Индриса, скорее напоминает о польских Тухачевских, которые пользовались гербами Гриф и Погоня IV.

## Известные представители
- Михаил Григорьевич Тухачевский (ум. после 1658) — московский дворянин (1658);
- Василий Яковлевич Тухачевский (ум. 1677) — московский дворянин (1658—1677);
- Осип Яковлевич Тухачевский (ум. после 1699) — жилец, стряпчий (1659—1676), воевода в Чугуеве (1675), стольник (1677—1692), воевода в Тюмене (1699);
- Гавриил Яковлевич Тухачевский (ум. после 1699) — стряпчий (1659—1676), стольник (1677—1692), воевода в Пустозёрском остроге (1677—1679), Кевроле и на Мезени (1682), Пензе (1697—1699);
- Иван Тухачевский (ум. после 1665) — воевода в Рославле (1665);
- Я. Е. Тухачевский (ум. 17 сентября 1647) — товарищ воеводы Тары, воевода Мангазеи, основатель Ачинска. Первым в роду был удостоен чина московского дворянина (1634);
- Сергей Иванович Тухачевский (ум. после 1692) — стряпчий (1692[9]);
- Н. С. Тухачевский (1764—1832) — тульский губернатор;
- Н. Н. Тухачевский (ум. после 1846) — наказной атаман Донского казачьего войска (1846);
- М. Н. Тухачевский (1893—1937) — советский маршал.